# Front national uni pour la démocratie et contre la dictature
Pour les articles homonymes, voir Chemises rouges.
Le mouvement social des « chemises rouges » (Sua Daeng en thaï) était initialement appelé l’Alliance démocratique contre la dictature (DAAD). Créé en 2006, il change de nom en 2007 pour devenir le Front national uni pour la démocratie et contre la dictature (UDD). La couleur rouge a été choisie comme symbole du mouvement, couleur de rébellion et en opposition avec le mouvement rival des « chemises jaunes », le People's Alliance for Democracy (en) (PAD). Plus qu’un mouvement d’appui au premier ministre Thaksin destitué par un coup d’État militaire en 2006, ce mouvement de classe des « chemises rouges » de l’UDD représente le plus grand mouvement social qu’ait connu la Thaïlande. Les coalitions des chemises rouges sont l’expression de revendications démocratiques portées par les secteurs sociaux en lutte contre un système élitaire. Les chemises rouges ont donc pour principaux objectifs politiques d’obtenir plus de démocratie et de mettre fin à l‘immuabilité du « vieil appareil politique ».

## Origine du mouvement et contexte d'émergence
On donne comme élément déclencheur du mouvement des « chemises rouges » le coup d’État du 19 septembre 2006 qui renversa le gouvernement de l’ancien Premier ministre Thaksin Shinawatra en fonction depuis le 9 février 2001.
Les chemises rouges sont dans la continuité des mouvements en faveur de la démocratie tels que le Parti du peuple qui renversa la monarchie absolue en 1932, les insurrections contre l’armée en 1973 et 1992, et la guerre civile lancée par les communistes à la fin des années 1970.

### Le coup d’État de septembre 2006
Le mouvement émerge en partie par ce « ras le bol » du coup d'État dont celui du 19 septembre 2006 en est l’élément déclencheur. Depuis 1932, la Thaïlande a promulgué 18 constitutions et connu plus d’une vingtaine de coups d’État dont 12 réussis. Les constitutions durent en moyenne 4 ans pour un coup d’État tous les 6, 8 ans. Ainsi, après chaque coup d’État, une courte et provisoire constitution est promulguée. Après une courte parenthèse démocratique qui mena à la rédaction de la Constitution démocratique de 1997, Thaksin Shinawatra est élu premier ministre en 2001 sur un programme à la fois néolibéral et social qui lui permit de se faire réélire quatre ans plus tard en 2005. Mais bientôt des rumeurs éclatent, l'accusant de corruption et de népotisme. Des manifestations et troubles éclatent entre partisans et adversaires, entraînant une crise politique puis institutionnelle. Le 19 septembre 2006, l'armée royale thaïlandaise s'empare du pouvoir en annonçant une autorité provisoire fidèle au roi de Thaïlande.
Rétrospectivement, on explique en partie ce renversement à la négligence délibérée du Premier ministre envers les intérêts des grandes familles, mais également peut-être à sa trop grande popularité — qui aurait porté ombrage à celle du roi. La Constitution de 1997 est abolie et est remplacée par une Constitution transitoire en 2006 qui deviendra permanente en 2007. De là, s’imposeront différents groupes contre le coup d’État du 19 septembre qui formeront plus tard l’Alliance démocratique contre la dictature (DAAD).

### De la DAAD à  l’UDD
L’Alliance démocratique contre la dictature est née de groupes distincts qui se sont ensuite agrégés. La première organisation qui est créée en opposition au coup d’État, « Réseau du 19 septembre 2006 » voit le jour dès le lendemain, soit le 20 septembre 2006. Elle est fondée par des jeunes bangkokiens pour la démocratie mais pour la plupart hostiles à Thaksin. Au départ leurs manifestations à Bangkok ne réunissent pas plus de 50 personnes mais lors de leur manifestation le 10 décembre 2006 à Sanam Luang, ils réunissent 1000 personnes. Un deuxième mouvement appelé « les gens du samedi contre la dictature » nait. Les membres se rencontrent sur les réseaux sociaux et soutiennent Thaksin. Progressivement le mouvement s’organise (impression de journaux, campagne, pétition…) et l’esplanade de Sanam Luang devient, tous les samedis le rendez-vous, de plus en plus incontournable pour ceux qui s’opposent au coup d’État. Le groupe « Révolution citoyenne » naît également d’une scission au sein du groupe « Réseau du 19 septembre contre le coup d’État » au sujet principalement du rapport à Thaksin. Le groupe aura un rôle de leader dans la campagne contre la Constitution de 2007. La « Fédération démocratique » créée en 1992 est également une organisation qui renaitra en 2006 pour se mobiliser contre le gouvernement militaire après le coup d’État. Parmi les autres groupes : « les Amis de la Constitution de 1997 », le « Groupe du 24 juin démocratique » ou encore les « radios communautaires des amis des taxis »….
À partir de mars 2007, ses différents groupes s’allient. L’alliance s’agrandit progressivement au fil des mois pour passer en mai 2007 à 22 organisations réunies.
À côté de cela, les membres de PTV (en) — chaîne de télévision sur laquelle s’exprimait des hommes politiques du parti Thai rak Thai à l’époque du gouvernement de Thaksin et qui fut fermée — s’organisent. Ils commencent à manifester pour montrer leur opposition au coup d’État. Ils rassemblèrent plus de 4 000 personnes durant leurs manifestations. Ainsi, le PTV et le Front des organisations contre le coup d’État s’allient et créent le 6 juin 2007, l’Alliance démocratique contre la dictature (DAAD), une fédération d’organisations. La DAAD avait à l’origine un triple objectif : faire campagne contre le coup d’État de 2006, soutenir Thaksin et rejeter la désignation du général Surayut Chulanon, royaliste convaincu et ancien chef militaire, comme Premier ministre du gouvernement militaire issu du coup d’État.
L’une des manifestations fondatrices de mouvements des « Chemises rouges » fut celle du 2 juillet 2007 devant la maison du général Prem, président du conseil privé du Roi. Ce jour-là, les leaders du mouvement mènent les manifestants à réclamer la démission de ce Conseil privé. Les manifestants sont alors dispersés, une dizaine de personnes sont blessées et neuf leaders du mouvement arrêtés et emprisonnés. Cet événement, marquant pour les opposants, les amène à revoir leur stratégie. Ils ne peuvent plus être un mouvement social désordonné dans la rue, mais doivent devenir un mouvement d’opposition qui doit peser dans l'avenir. De nouvelles élections de leurs dirigeants les amènent à créer le Front national uni pour la démocratie et contre la dictature (UDD), comme coalition d’opposition à la dictature.

### Composition et importance du mouvement
Ceux qui s'identifient au mouvement des « chemises rouges » ont longtemps été décrits comme faisant partie des classes inférieures ou pauvres de la société thaïlandaise. En réalité la classe moyenne est également très présente dans ses rangs. Même si la plupart des membres sont issus de la classe moyenne inférieure, le groupe de pression compte également dans ses rangs des représentants de la classe moyenne supérieure qui adhérent aux objectifs du mouvement. Les coalitions forment donc un échantillon très diversifié de la société thaïlandaise. Les membres prédominants restent ceux des zones rurales des régions du nord et du nord-est. Mais certains « rouges » résident également dans le centre du pouvoir de l’élite à Bangkok, en particulier ceux de la classe moyenne et certains citadins ayant des racines rurales. Mais leur point commun est : ils n'ont pas le pouvoir de patronage traditionnel des élites. En d’autres termes, ils sont « en dehors » des réseaux de la monarchie.
Quinze ans après, il reste difficile d'estimer le poids démocratique de l'UDD et des partisans des « chemises rouges » dans la société thaïlandaise en raison de la nature fluide des coalitions et de certaines de leurs activités souterraines qui nécessitent la confidentialité des membres. Ils représentent plusieurs millions de personnes. En effet par exemple lors du référendum pour la constitution de 2007, 10 millions votèrent « non ». Plus tard en 2011, 15 millions d'électeurs vont voter pour Yingluck Shinawatra, sœur de Thaksin, candidate du parti Pheu Thai (parti populiste thaïlandais soutenu par l’UDD), aux élections du 3 juillet 2011, qui devint première ministre de 2011 à 2014.
Selon des enquêtes réalisées par la One Asia Foundation sur un échantillon représentatif de 1500 personnes à travers tout le pays entre septembre et octobre 2010, seuls 14 % de la population se déclarent « chemises rouges » ou « sympathisants » contre 10 % pour les « chemises jaunes ». Parmi les 14 % de « chemises rouges », seulement 6,6 % se déclarent « très rouges » Concernant la répartition géographique de ces derniers, la plupart des chemises rouges se concentrent dans la région Nord (20%), Nord-Est (18%) et à Bangkok (12%).

## Revendications et objectifs
Au début de la mobilisation, les « chemises rouges » ne se battent pas pour les mêmes raisons. Dans les provinces, la réflexion liée à la perte de Thaksin ne s’accompagne pas d’une réflexion sur la démocratie ou l’illégitimité du coup d’État. Ces derniers soutiennent Thaksin car la situation économique et sociale des ruraux et des moins favorisés s’était grandement améliorée durant son gouvernement. À Bangkok, les groupes s’opposent au coup d’État mais ne regrettent pas Thaksin, ne réclament pas son retour mais demandent le départ des militaires au pouvoir. 
Finalement, les Bangkokiens anti-Thaksin se rendent compte de l’importance des masses réunies par les membres du Thai rak Thai et décident de ravaler leur anti-thaksinisme. Peu à peu, une convergence s’est opérée, grâce au « compromis Thaksin » : Thaksin, pour certains, symbole de la démocratie car son gouvernement, issu d’une élection, a été renversé par l’armée royale thaïlandaise ; pour d’autres, Thaksin est ce bienfaiteur populaire, le héros de l’augmentation du niveau de vie dont on exige le retour.
Un des principaux objectifs de la coalition restera toujours de contester les relations de pouvoir existantes. Cependant, ce n’est pas le seul. L’UDD a fixé six grands objectifs de son mouvement : assurer la démocratie et la souveraineté du peuple ; unir le peuple pour combattre les réseaux de l’élite ; pratiquer la non-violence ; résoudre les problèmes économiques de la population ; établir une « véritable primauté du droit », éliminer la politique de « deux poids, deux mesures » et enfin abolir la Constitution de 2007 pour réintroduire la constitution populaire de 1997.
Cependant, il existe une grande variété de « rouges ». Certains groupes suivent des objectifs qui leur sont propres, par exemple le « Din Daeng District (en) » qui a appelé à une « révolution démocratique pacifique » sans que le mot « révolution » ne soit clairement défini. Les groupes appartenant aux « chemises rouges » comme le « réseau du 9 septembre contre la dictature » possèdent en effet leurs propres membres et propres stratégies. Certains sont en effet plus radicaux que d’autres ont recours à des actions plus violentes. En conséquence, la poursuite d’objectifs différents a affaibli le mouvement et est à l’origine de fragmentations internes. L’absence d’une vision articulée et unifiée a ainsi permis à leurs adversaires, dont l’État, de trouver des arguments pour qualifier le mouvement de violent et d’en donner une image négative. La différence d’idéologies de la part des groupes au sein de la coalition n’empêche cependant pas le fait qu’ils poursuivent des objectifs communs et qu’ils s’accordent au moins sur deux grands principes idéologiques : la suppression du régime « deux poids, deux mesures » (responsable d’inégalité et de fractures dans la société thaïlandaise) et la promotion de l’égalité.

## Oppositions entre « chemises rouges » et « chemises jaunes »
La lecture dominante de la crise politique ramène souvent celle de la confrontation entre les « chemises rouges » et les « chemises jaunes ». Cette opposition renvoie à deux catégories de population bien distinctes tant par leur géographie que statut social.
Les « chemises jaunes », majoritairement urbains, élitistes, militaires, bureaucrates, universitaires, journalistes de presse et rattachés au parti démocrate s’opposent donc aux chemises rouges issues de catégories majoritairement pauvres et des provinces du Nord et Nord-Est (Isan). On peut en effet, identifier un « clivage de classe » dans l’identification rouge/jaune : les plus défavorisés auront tendance à s’identifier davantage aux rouges tandis que les plus riches, aux jaunes.
Les « chemises jaunes » sont pour la nécessité de limiter l’exercice de la souveraineté parlementaire via les mécanismes institutionnels contrairement aux chemises rouges. Sans ambiguïté, les « chemises jaunes » ont en effet pour principal objectif de maintenir le statu quo qui permet à l’élite de conserver la haute main sur le pouvoir politique. Pour eux, les « chemises rouges » sont des « terroristes ».
Les cours de justice sont vivement critiquées par les « chemises rouges » pour leur partialité. En effet, après les manifestations des « chemises jaunes »  devant le parlement thaïlandais ou lors de leurs blocages des aéroports de Suvarnabhumi et Don Muang, très peu de dirigeants « jaunes » ont été arrêtés et ceux qui le furent ont été libérés rapidement sous caution. La Banque de Thaïlande a estimé que les actions de l’Alliance du peuple pour la démocratie (PAD) dans les aéroports avaient causé 290 milliards de bahts (8 926 200 USD$) de dommages à l'économie. Personne du PAD n'a été puni. À l’inverse, le lendemain de leur manifestation, 400 « chemises rouges » sont emprisonnées. Il a existé une différence de traitement pour les « jaunes » qui ont des soutiens bien placés qui les protègent de poursuites judiciaires. Contrairement aux « rouges » sans soutien et qui se sentent en tort lorsqu’ils vont manifester.
Des confrontations entre « rouges jaunes » auront lieu, comme le 1erseptembre 2008, devant le quartier général de l’armée de terre. Une confrontation qui entraina la mort d’une personne et plus de 40 blessés.

## Moyens d’action

### Télévision, radio
Après la fermeture de la PTV (en), les leaders de la chaine continuent à animer dans les rues leur émission. Par la suite, les chemises rouges ouvriront « Asia Update » et « Voice TV (en) » (appartenant au fils de Thaksin) en réponse à la chaine « ASTX (en) » créée fin 2006 par les « chemises jaunes ». On trouve sur ces chaines des informations en continu, des rediffusions des manifestations, des débats et analyses politiques menées par des leaders d’opinion pro-Thaksin. 
Les « chemises rouges » utilisent également les radios communautaires comme moyens de communication.

### Les nouvelles technologies
Il y a deux avantages à la technologie pour les « chemises rouges ». Elle permet de rendre l’information accessible et surtout l’État ne peut pas la contrôler. Les nouvelles technologies permettent également de modifier en profondeur les conditions d’accès à l’éducation politique, jusque-là réservée à l’élite thaïlandaise. Les forums de discussions ou Facebook permettent la participation politique. Pour les « chemises rouges », aujourd’hui un coup d’État silencieux n’est plus possible grâce à l’éveil politique des « chemises rouges » et la technologie. Les « chemises rouges » offrent même des formations gratuites dans certains villages reculés pour apprendre aux paysans à lire, utiliser Facebook, suivre les tweets des leaders « rouges », partager des photos…

### Les manifestations
Les manifestations de rues ont été la principale stratégie déployée par les « chemises rouges » et également la clé de leur succès.  
En novembre 2008, l’UDD est parvenue à organiser au stade Rajamangala de Bangkok l’un des plus importants rassemblements en soutien du gouvernement pro-Taksin de Somchai Wongsawat. Plus de 70 000 chemises rouges ont protesté. Ce rassemblement sonne le coup de départ d’une série de manifestations survenues de 2008 à 2010 durant le mandat gouvernemental de Abhisit Vejjajiva.  
Le 11 avril 2009 est le point culminant des manifestations des chemises rouges, ces derniers prirent d’assaut le Royal Cliff Hotel et forcèrent l’annulation de la rencontre « Asean + 3». Lors du nouvel an thaï également, les « rouges » ont été à l’origine de violentes manifestations en incendiant des autobus et en dégradant des bureaux gouvernementaux pour protester contre le premier ministre Abhisit.  
En mars-mai 2010, ils ont à nouveau investi les rues de Bangkok, pour exiger la démission d’Abhisit et la dissolution du parlement. Le 19 mai 2010,  85 personnes ont perdu la vie et plus de 1 378 ont été blessées, de nombreux bâtiments de Bangkok ont également été incendiés ou vandalisés, causant de 100 à 200 milliards de bahts de dommages. Ce jour là a eu lieu le plus important et meurtrier soulèvement que la Thaïlande ait connu depuis 1998,.  
Ces manifestations qui durèrent plusieurs mois auraient directement conduit à de nouvelles élections si les négociations entre les « chemises rouges » et le gouvernement n’avaient pas échoué. 
Les mouvements de violence de certaines « chemises rouges » viennent parfois entacher leur réputation et provoquent des fissures dans leur coalition. Les manifestations depuis 2006 restent fréquentes, comme lors du coup d'État de 2014 qui souleva leur colère puis plus récemment, lors des premières élections législatives en mars 2019.

## Résultats
Les « chemises rouges » représentent un mouvement qui s’est imposé dans la société thaïlandaise,. Peu à peu, les gens, notamment les paysans, se sont rendu compte de leur part de pouvoir acquise par les urnes. 
La principale victoire des « chemises » reste aujourd’hui l’élection en 2011, de la première ministre Yingluck Shinawatra, du parti Pheu Thai, sœur de Thaksin. Durant son mandat, des « chemises rouges », nombreux à la soutenir, se retrouvent ministres, députés ou conseillers du gouvernement mais au prix de nombreux morts, blessés et d’arrestations,,.
En 2010, après une série de manifestations contre le premier ministre Abhisit, les « chemises rouges » ont réussi à entamer des négociations avec ce dernier. Un grand pas en avant qui cependant ne permit pas la démission du gouvernement en raison du retrait des « chemises rouges » des discussions.